# ザムトゲマインデ・ベルゼンブリュック
ザムトゲマインデ・ベルゼンブリュック (ドイツ語: Samtgemeinde Bersenbrück) は、ドイツ連邦共和国ニーダーザクセン州オスナブリュック郡のザムトゲマインデ（集合自治体）である。

## 地理

### 位置
ザムトゲマインデは、ブラームガウ北部のアルトラントの南東部からアンクム高地にまで広がっている。東部はオルデンブルガー・ミュンスターラントに接する。
ハーゼ川がこのザムトゲマインデ内を南北に流れ、南部にはアルフゼー（湖）がある。

### ザムトゲマインデの構成
このザムトゲマインデは、アルフハウゼン、アンクム、エッガーミューレン、ゲールデ、ケッテンカンプ、リーステ、ベルゼンブリュック市からなる。

## 住民

### 人口推移
以下の表は、各年の12月31日時点での町域における人口を示している。
数値は、1987年5月25日の人口調査結果に基づくニーダーザクセン州統計およびコミュニケーション技術局の研究結果である。
| 年   | 人口（人） |
| ---- | ---------- |
| 1987 | 19,300     |
| 1990 | 19,890     |
| 1995 | 25,341     |
| 2000 | 27,149     |
| 2005 | 28,143     |
| 2010 | 28,217     |

## 行政

### 議会
このザムトゲマインデの議会は 36議席で構成される。これに投票権を有する議員としてザムトゲマインデ長が参加する。

### 首長
ホルドルフのミヒャエル・ヴェルンケ (CDU) は、2020年にザムトゲマインデの長に選出された。彼は2020年2月23日の決選投票で 51.71 % の票を獲得してザムトゲマインデの長に選出された。

### 紋章、旗、印章
紋章の図柄: このザムトゲマインデの紋章は、青地に赤い尖塔屋根を戴く白い楼門。左右にそれぞれ幅が狭い、丈の低い付属部がある。付属部は平屋根でそれぞれに窓がある。尖塔屋根には左（向かって右）に向いた黒い風向計が取り付けられている。楼門の下には左右それぞれ3本ずつの白い波帯。
旗のデザイン: このザムトゲマインデの旗の色は赤と青。ここにシンボルとして紋章が描かれている。
印章: 印章は、紋章と「Samtgemeinde Bersenbrück」の文言。